# أوتافيو (لاعب كرة قدم مواليد 2002)
أوتافيو هو لاعب كرة قدم برازيلي، ولد في 21 أبريل 2002.